# Eduard l'Exiliat
Edward l'Exiliat (1016 – finals d'agost 1057), també conegut com a Edward Ætheling, era fill del rei Edmund Ironside i de Edith de Northumbria. Va passar la major part de la seva vida en l'exili degut a la derrota del seu pare davant Canut el Gran.

## Exili
Després de la conquesta danesa d'Anglaterra el 1016, Canut va ordenar que Eduard, de només uns pocs mesos de vida, i el seu germà Edmund fossin enviats a la cort del rei suec Olaf Skötkonung (qui era germanastre o mig-germà de Canut), presumptament amb instruccions que ambdós nens fossin posteriorment assassinats. Però en comptes d'això, els dos nois foren secretament enviats a Kíev, on regnava la filla d'Olaf, Ingigerd, o bé a Polònia, on l'oncle de Canut, Boleslau n'era duc.
Els dos nens es van fer grans i posteriorment, el 1046, Eduard es va dirigir a Hongria, probablement amb l'ajuda del gendre d'Ingigerd,, Andreu, a qui Eduard va donar suport en la seva lluita per apoderar-se del tron hongarès.

## Retorn
Quan el 1056 Eduard el Confessor, rei d'Anglaterra, va saber que Eduard seguia viu, el va fer retornar urgentment a Anglaterra i el va fer el seu hereu. Edward l'Exiliat havia aparegut just a temps per garantir la continuïtat de la línia de successió de la casa reial saxona, molt disputada.
El Confessor, personalment devot però políticament dèbil i sense descendència, era incapaç d'oposar-se al creixent poder dels ambiciosos fills de Godwin, Comte de Wessex. A l'altre costat del canal, Guillem, Duc de Normandia, també tenia un ull posat en la corona anglesa. Aprovat per ambdós el rei i pel Witan, el Consell del Reialme, era innegable que Eduard l'Exiliat era el legítim candidat per la corona, per davant dels Godwinsons i de Guillem.
Eduard finalment va tornar a Anglaterra a finals d'agost, però va morir només dos dies després de la seva arribada.
La causa exacta de la seva mort quedarà per sempre sense resposta. Eduard tenia enemics molts potents i és probable que fos assassinat. És sabut que se li va impedir accedir al rei després de la seva arribada per alguna raó desconeguda, potser per ordres de Harold Godwinson, cada cop més poderós. Aquesta volta d'esdeveniments va deixar el tron d'Anglaterra vacant i en disputa entre Harold i Guillem, originant finalment la Conquesta normanda d'Anglaterra.
Eduard va ser enterrat en la catedral de Sant Paul.

## Família
La muller d'Eduard es deia Àgata, i els seus fills foren::
- Edgard Ætheling (c. 1051 - c. 1126) - Rei d'Anglaterra després de la batalla de Hastings però subjugat a Guillem el Conqueridor.
- Margarida d'Anglaterra (c. 1045 - 16 novembre 1093) - casada amb Malcolm III d'Escòcia.
- Cristina (c. 1057 - c. 1093) - Abadesa de Romsey.

La neta d'Eduard, Edith, es va casar amb el rei Enric d'Anglaterra, continuant així la línia anglosaxona en el període posterior a la conquesta.